# Nicolas Guisnée
Nicolas Guisnée est un mathémathicien français, membre de l'Académie royale des sciences, mort le 2 septembre 1718.

## Biographie
Il a étudié les mathématiques avec Nicolas Malebranche et est un protégé du marquis de L'Hôpital.
Ingénieur du roi, il a été professeur royal de mathématiques du collège de maître Gervais. Il a formé aux mathématiques de jeunes aristocrates et bourgeois, comme François Nicole, Pierre Rémond de Montmort, la marquise du Châtelet, Maupertuis.
Il est nommé élève géomètre de Pierre Varignon à l'Académie royale des sciences, le 15 mars 1702, associé géomètre le 15 janvier 1707.
Son livre, Application de l'algèbre a la géométrie, est commenté en 1736 par D'Alembert dans Remarques & éclaircissemens sur différens endroits de l’application de l’algèbre à la géomètrie de Mr. de Guisnée .

## Publications
Application de l'algèbre à la géométrie ou Méthode de démontrer par l'algèbre les théorèmes de géométrie, & d'en résoudre & construire tous les problèmes, chez Quillau, Paris, 1705 (lire en ligne)

### Histoire de l'Académie royale des sciences
- Livre de M. Guisnée sur l'Application de l'Algèbre à la Géométrie, dans Histoire de l'Académie royale des sciences - Année 1705, chez Gabriel Martin, Paris, 1730, p. 98-116 (lire en ligne)

### Mémoires de l'Académie royale des sciences
- Manière générale de déterminer géométriquement le foyer d'une lentille, formée par deux courbes quelconques, de même ou de différente nature, telle que puisse être la raison de la réfraction, et de quelque manière que puissent tomber les rayons de lumière sur une des faces de cette lentille ; c'est-à-dire, soit qu'ils y tombent divergens, parallèles, ou convergens, dans Histoire de l'Académie royale des sciences avec les mémoires de mathématique & de physique tirez des registres de cette Académie - Année 1704, p. 24-39 (lire en ligne)
- Observations sur les Méthodes de Maximis & Minimis, où l'on fait voir l'identité et la différence de celle de l'Analyse des Infiniment petits avec celles de Messieurs Hermat et Hude,  dans Histoire de l'Académie royale des sciences avec les mémoires de mathématique & de physique tirez des registres de cette Académie - Année 1706, p. 24-51 (lire en ligne)
- Théorie des projections ou du jet des Bombes selon l'hypotese de Galilée, dans Histoire de l'Académie royale des sciences avec les mémoires de mathématique & de physique tirez des registres de cette Académie - Année 1707, p. 140-152 (lire en ligne)